# Minska oblast
Minska oblast (belorusko Мінская вобласць, Minskaja voblasc’ ; rusko Минская область, Minskaja oblast’) je oblast v osrednji Belorusiji. Njeno upravno središče je Minsk, ki pa ni njen del, temveč ima kot glavno mesto poseben status.
Je edina izmed beloruskih oblasti, ki ne meji na drugo državo, meji pa na vseh preostalih pet oblasti: na severu na Vitebsko, na vzhodu na Mogiljovsko, na jugu na Gomelsko, na jugozahodu na Brestovsko, na zahodu pa na Grodensko. Leži na gričevnatem Beloruskem grebenu, katerega del je najvišji vrh Belorusije, 345 metrov visoka Dzeržinska gora. 
Zgodovinsko je bilo ozemlje oblasti del Minske gubernije Ruskega imperija. V medvojnem času je njen zahodni del pripadal Poljski. Današnja oblast je bila ustanovljena januarja 1938, v današnjih mejah pa 1954.

## Upravna delitev
Oblast se deli na 22 rajonov, eno mesto – Žodzina – pa je podrejeno neposredno oblastni vladi.
| Rajon               | Upravno središče      | Površina (km²) | Prebivalstvo (ocena 2024) |
| ------------------- | --------------------- | -------------- | ------------------------- |
| Bjarezinski rajon   | Berazino              | 1932,1         | 21 570                    |
| Barisavski rajon    | Barisav               | 2977,4         | 168 672                   |
| Vilejski rajon      | Vilejka               | 2444,5         | 46 075                    |
| Valožinski rajon    | Valožin               | 1912,2         | 33 499                    |
| Dzjaržinski rajon   | Dzjaržinsk            | 1199,9         | 70 391                    |
| Klecki rajon        | Kleck                 | 974,3          | 25 611                    |
| Kapilski rajon      | Kapil                 | 1615,0         | 26 533                    |
| Krupski rajon       | Krupki                | 2148,8         | 21 723                    |
| Lagojski rajon      | Lagojsk               | 2379,9         | 38 519                    |
| Ljubanski rajon     | Ljuban                | 1905,1         | 28 473                    |
| Minski rajon        | Minsk (ni del rajona) | 1891,7         | 274 990                   |
| Maladzečenski rajon | Maladzečna            | 1395,4         | 128 742                   |
| Mjadzelski rajon    | Mjadzel               | 1968,2         | 24 326                    |
| Njasviški rajon     | Njasviž               | 863,1          | 38 667                    |
| Puhaviški rajon     | Marjina Gorka         | 2442,4         | 67 408                    |
| Slucki rajon        | Sluck                 | 1817,8         | 85 537                    |
| Smaljaviški rajon   | Smaljaviči            | 1378,9         | 55 439                    |
| Saligorski rajon    | Saligorsk             | 2487,1         | 126 495                   |
| Staradaroški rajon  | Starija Darogi        | 1379,5         | 19 152                    |
| Stavbcovski rajon   | Stovbci               | 1890,8         | 37 546                    |
| Uzdenski rajon      | Uzda                  | 1174,1         | 23 776                    |
| Červenski rajon     | Červen                | 1631,1         | 33 401                    |
| mesto Žodzina       | –                     | 25,8           | 63 744                    |

## Prebivalstvo
Ob popisu prebivalstva leta 2019 je v Minski oblasti živelo 1,47 milijona ljudi. 88,5 % prebivalcev se je opredelilo za Beloruse, 5,9 % za Ruse, 1,4 % za Ukrajince in 1,1 % za Poljake.
Kot materni jezik je 59,5 % ljudi navedlo beloruščino in 37,3 % ruščino, kot jezik, ki se običajno govori doma, pa jih je ruščino navedlo 60,1 % in beloruščino 37,4 %.